# Font del Poble (Herba-savina)
La Font del Poble és una font del poble d'Herba-savina al municipi de Conca de Dalt, al Pallars Jussà. Antigament pertanyia a l'antic municipi d'Hortoneda de la Conca.
Està situada a 986 m d'altitud, a l'interior d'un revolt tancat que fa el Camí d'Herba-savina poc abans d'arribar al poble pujant des del Camí de Carreu. És a prop i a llevant de la Font del Toll.